# John Lagodny
John Lagodny ist ein ehemaliger luxemburgischer Automobilrennfahrer.

## Karriere
John Lagodny begann seine Rennfahrerlaufbahn Ende der 1960er Jahre im Tourenwagen-Motorsport. Er fuhr dort in der Tourenwagen-Europameisterschaft (ETCC) und in Nicht-Meisterschafts-Rennen ausschließlich bei den 24-Stunden-Rennen von Spa-Francorchamps und den 6-Stunden-Rennen auf dem Nürburgring. 1967 und im Folgejahr startete Lagodny mit einem Mini Cooper S in der 2. Division. In den Jahren 1973 bis 1976 fuhr er in der ETCC mit einem BMW 2002 TI- und einem Sunbeam-Avenger-Rennwagen.
Parallel startete er im Zeitraum von 1966 bis 1976 bei einigen Rallyes und erreichte 1976 bei der Internationalen Gulf Tulpenrallye der Rallye-Europameisterschaft in der Klasse 2 den Gruppensieg.
1977 bis 1979 fuhr Lagodny in der Belgischen-Tourenwagen-Meisterschaft der Benelux-Meisterschaft und konnte dort seine größten Erfolge im Rundstrecken-Motorsport feiern. Zunächst startete er 1977 mit einem Porsche 911 Carrera RSR in der +2000-Klasse und erreichte zum Saisonende den 5. Rang in der Gesamtwertung.
In den beiden Folgejahren setzte er erfolgreich den von Kremer Racing erworbenen Porsche 935 K1 ein und konnte mehrere Gesamtsiege, die er hauptsächlich im luxemburgischen Colmar-Berg errang, für sich verzeichnen.
1980 stieg er aus der Benelux-Meisterschaft aus und bestritt einige Nicht-Meisterschaft-Rennen mit dem Porsche 935 auf dem Nürburgring, die er gewann. Zusammen mit Nico Demuth fuhr er einen Ford Escort II RS2000 bei Tourenwagen-Rennen in Spa-Francorchamps und auf dem Nürburgring, das beide mit dem 18. Platz in der Gesamtwertung beendeten.
Lagodny fuhr 1981 mit einem Porsche 935 und 1982 mit einem BMW M1 auf dem Nürburgring je ein Rennen in der Deutschen Rennsport-Meisterschaft (DRM).
Seine beiden letzten beiden Rennen fuhr er 1990 und 1992 beim 24-Stunden-Rennen von Spa-Francorchamps, die er und seine Team-Piloten vorzeitig beenden mussten.

## Statistik

### Einzelergebnisse in der Sportwagen-Weltmeisterschaft
| Saison | Team           | Rennwagen   | 1   | 2   | 3   | 4   | 5   | 6   | 7   | 8   | 9   | 10  | 11  | 12  | 13  | 14  | 15  | 16  |
| ------ | -------------- | ----------- | --- | --- | --- | --- | --- | --- | --- | --- | --- | --- | --- | --- | --- | --- | --- | --- |
| 1980   | Ford Luxemburg | Ford Escort | DAY | BRH | SEB | MUG | MON | RIV | SIL | NÜR | LEM | DAY | WAT | SPA | MOS | ROA | VAL | DIJ |
| 1980   | Ford Luxemburg | Ford Escort |     |     |     |     |     |     |     |     | DNF |     |     |     |     |     |     |     |